# علي عبادلاييف
علي عزيز أوغلو عبادلاييف (بالأذرية: Əli İbadullayev) - أحد الممثيلين الباريزين لمدرسة الرسم الأذربيجانية، رسام الشعب لجمهورية أذربيجان (1963). 

## حياته
ولد علي عبادلاييف في قرية أميرجان باكو في 11 أغسطس، عام 1951. تخرّج من مدرسة عظيم أزادي للفنون في باكو في 1966-1970، ومن مدرسة الرسم الأذربيجان، ومن مدرسة موسكو العليا للفنون والصناعة باسم ستروجانوف في 1970-1975. 
علي عبادلاييف هو عضو في اتحاد الفنانين الأذربيجانيين منذ 1978.

## إبداعه
تحتل نماذج النحت مكانة كبيرة في إبداع علي عبادلاييف. ابتداءً من عام 2006، عمل عبادلاييف معظم أعماله النحتية مع زميله سلهب محمدوف. أقيم معرض فردي لعلي عبادلاييف في برلين في عام 2011.

يتم الاحتفاظ بأعماله في متاحف الدولة في أذربيجان وروسيا وألمانيا وكندا، وفي مجموعات خاصة مختلفة في إسبانيا وإيطاليا وفرنسا وبلجيكا والدنمارك والسويد وهولندا وبريطانيا العظمى وتركيا وسويسرا واليابان والجزائر والولايات المتحدة الأمريكية، فنزويلا ودول أخرى.